# Selungen
Selungen är en kulle i Antarktis. Den ligger i Östantarktis. Norge gör anspråk på området. Toppen på Selungen är 955 meter över havet.
Terrängen runt Selungen är huvudsakligen platt, men åt nordväst är den kuperad. Trakten är obefolkad. Det finns inga samhällen i närheten.